# Orgilus coriaceus
Orgilus coriaceus är en stekelart som beskrevs av Granger 1949. Orgilus coriaceus ingår i släktet Orgilus och familjen bracksteklar. Inga underarter finns listade i Catalogue of Life.